# Erna Bogen-Bogáti
Erna Bogen-Bogáti (n. 31 decembrie 1906, Jarosław, voievodatul Subcarpatia, Polonia – d. 23 noiembrie 2002, Budapesta, Ungaria) a fost o scrimeră maghiară, medaliată olimpică. A participat la 3 ediții ale Jocurilor Olimpice (1928, 1932, 1936) în care a câștigat o medalie de bronz.